# Sub-Zero (Mortal Kombat)
Sub-Zero a Midway Games és a NetherRealm Studios által készített Mortal Kombat verekedős játékok karaktere, a Lin Kuei klán harcosa, akit elsősorban az jellemez, hogy a jeget sokféle formában képes irányítani. Ő az egyetlen harcos, aki a sorozat minden fő részében szerepelt, emellett a Mortal Kombat Mythologies: Sub-Zero (1997) című akció-kaland spin-off főszereplője is.
A franchise fő Sub-Zerója Kuai Liang (kínaiul: 快凉; pinjin: Kuài Liáng). A Mortal Kombat II-ben (1993) debütált, és a bemutatkozása óta minden időrendi játékban használta a jelmezét, melyet korábban az eredeti 1992-es és a Mythologies játékban az idősebb testvére, Bi-Han (kínaiul: 避寒; pinyin: Bì Hán) használt, aki a későbbi részekben Noob Saibot néven tűnik fel. Bi-Han antihős, majd később gonosztevő szerepével ellentétben a főszereplő Sub-Zero, a Föld birodalmát a különböző fenyegetésekkel szemben védelmező hős harcosok egyikeként jelenik meg a franchise-ban. Sub-Zero az élőhalott kísértet, Scorpion riválisaként és szövetségeseként is megjelenik.
A Mortal Kombat franchise egyik jellegzetes karaktere, Sub-Zero a játékokon kívül is megjelent különböző kapcsolódó médiumokban. Megjelenése, képességei és Fatality befejező mozdulatai miatt elismerést kapott.

## Megjelenések

### Mortal Kombat játékok
Az idősebb Sub-Zero az eredeti 1992-es Mortal Kombat-játékban játszható karakter, valamint az 1997-es Mortal Kombat Mythologies: Sub-Zero spin-off/előtörténet főszereplője.
A Mortal Kombat II-ben (1993) bemutatkozik a fiatalabb Sub-Zero. Bátyja halála után az első versenyen és Shang Tsung túlélése után a Lin Kuei elküldi Sub-Zerót, hogy fejezze be bátyja elmaradt feladatát, de Scorpion keresztbe tesz neki, aki összetéveszti őt a testvérével, amíg meg nem látja, hogy megkíméli egy ellenfele életét, amiről az eredeti Sub-Zero nem igazán volt ismert. Scorpion végül rájön az új Sub-Zero valódi személyazonosságára, és cserébe azért, hogy elvette bátyja életét, megesküszik, örökre védelmezi őt.
A Mortal Kombat 3-ban (1995) Sub-Zero és Lin Kuei klántársa, Smoke megpróbál megszökni a klánjukból, miután azok elkezdik átalakítani a harcosaikat kiborgokká, de az utóbbit végül mégis elfogják és átalakítják, Sektor és Cyrax mellett; az előbbiről köztudott, hogy a saját céljaira kisajátította Sub-Zerót. A három Cyber Lin Kuei nindzsát arra programozták, hogy levadásszák és kiirtják Sub-Zerót, aki ekkorra már látomást kapott Raidentől, és beleegyezett, hogy csatlakozik az új fenyegetés elleni lázadáshoz. A jelenlegi Sub-Zero mellett az Ultimate Mortal Kombat 3 (1995) és a Mortal Kombat Trilogy (1996) tartalmaz egy nem kanonikus játszható karaktert, a "Classic Sub-Zero"-t. Életrajzában az áll, hogy bár azt hitték, hogy az első Mortal Kombat verseny után meghalt, de visszatért, hogy megölje Shang Tsungot. A befejezésében azonban az áll, hogy ő nem Sub-Zero, hanem egy ismeretlen harcos, aki hiányzott az előző versenyről.
A Mortal Kombat 4-ben (1997) Raiden ismét megidézi Sub-Zerót, hogy segítsen megvédeni a Föld birodalmát, ezúttal Shinnok ellen. Eközben Sub-Zero Scorpion ellen harcol, akit Quan Chi rászedett, hogy azt higgye, a Lin Kuei harcos ölte meg a családját.
A Mortal Kombat: Deadly Alliance-ban (2002) Sub-Zero legyőzi Sektor-t a Lin Kuei vezetéséért folytatott harcban. Megismerkedik tanítványával, Frosttal is, és magával viszi, hogy a Föld birodalmának harcosai oldalán harcoljon Shang Tsung és Quan Chi szövetsége ellen.
A Mortal Kombat: Deception-ban (2004), Sub-Zero csatlakozik Shujinko harcos csoportjához, hogy legyőzzék az új fenyegetést Onaga sárkánykirály személyében, valamint hogy szembeszálljanak Noob Saibottal. A Deadly Alliance-ban és a Mortal Kombat: Unchained-ben (2006) is Sub-Zero küzd Frost ellen a Lin Kuei vezetéséért, és győztesen kerül ki belőle.
A Mortal Kombat: Shaolin Monks (2005) című játékban, amely a Mortal Kombat II feldolgozása, Sub-Zero először főellenségként jelenik meg, majd egy rövid időre szövetkezik a főszereplőkkel, Liu Kanggal és Kung Laóval, amikor a bátyját keresik. Utoljára Saibotot üldözi a Netherrealmban. Sub-Zero is feloldható mint játszható karakter a játék befejeztével.
A Mortal Kombat: Armageddon Konquest módjában (2007) Sub-Zero a Taven nevű harcossal néz szembe, bár végül mindketten úgy döntenek, hogy szövetségre lépnek, hogy megállítsák a betolakodó Saibotot és Smoke-ot. Miután legyőzte őket, Sub-Zero az eszméletlen Saibot mellett marad, hogy megtalálja a módját a megmentésének.
Sub-Zero játszható karakterként jelenik meg a Mortal Kombat vs. DC Universe (2009) című, nem kanonikus crossover játékban, amely a névadó fiktív univerzumok közötti háborúról szól. Sub-Zero végül rádöbben, hogy már nem az a bérgyilkos, aki valaha volt, és elhagyja a Lin Kuei-t. Batman által inspirálva szuperhőssé válik.

## Fordítás
- Ez a szócikk részben vagy egészben  a   Sub-Zero (Mortal Kombat) című angol Wikipédia-szócikk fordításán alapul.  Az eredeti cikk szerkesztőit annak laptörténete sorolja fel. Ez a jelzés csupán a megfogalmazás eredetét és a szerzői jogokat jelzi, nem szolgál a cikkben szereplő információk forrásmegjelöléseként.